# PGC 95305
LEDA/PGC 95305 ist eine Galaxie im Sternbild Fornax am Südsternhimmel. Sie ist schätzungsweise 473 Millionen Lichtjahre von der Milchstraße entfernt und hat einen Durchmesser von etwa 160.000 Lichtjahren. Wahrscheinlich bildet sie gemeinsam mit PGC 95306 ein wechselwirkendes Galaxienpaar. 
Im selben Himmelsareal befinden sich u. a. die Galaxien PGC 8936, PGC 8943, PGC 199006, PGC 699838.